# Lista de missões tripuladas da Soyuz (2021-2031)
Lista de missões tripuladas da Soyuz que ocorreram no período a partir de 2021 (Soyuz MS-18).

## Lista
| Nº   | Lançamento              | Aterrissagem            | Duração          | Missão      | Nave Destino                  | Local de lançamento | Local de aterrissagem    | Tripulação | Ref.                      |
| 2021 | 2021                    | 2021                    | 2021             | 2021        | 2021                          | 2021                | 2021                     | 2021       | 2021                      |
| ---- | ----------------------- | ----------------------- | ---------------- | ----------- | ----------------------------- | ------------------- | ------------------------ | ---------- | ------------------------- |
| 147  | 09.04.2021 07:42:40 UTC | 17.10.2021 04:35:42 UTC | 190d 20h 53m 02s | Soyuz MS-18 | Yu.A. Gagarin 11F732A48 #748  | Baikonur 31/6       | Distrito de Zhanaarka    |            | [ 1 ] [ 2 ] [ 3 ]         |
| 147  | 09.04.2021 07:42:40 UTC | 17.10.2021 04:35:42 UTC | 190d 20h 53m 02s | CEAER       | EEI                           | Baikonur 31/6       | Distrito de Zhanaarka    |            | [ 1 ] [ 2 ] [ 3 ]         |
| 148  | 05.10.2021 08:55:02 UTC | 30.03.2022 11:28:36 UTC | 176d 02h 33m 34s | Soyuz MS-19 | Soyuz MS 11F732A48 #749       | Baikonur 31/6       | Distrito de Zhanaarka    |            | [ 4 ] [ 5 ]               |
| 148  | 05.10.2021 08:55:02 UTC | 30.03.2022 11:28:36 UTC | 176d 02h 33m 34s | CEAER       | EEI                           | Baikonur 31/6       | Distrito de Zhanaarka    |            | [ 4 ] [ 5 ]               |
| 149  | 08.12.2021 07:38:15 UTC | 20.12.2021 03:13:18 UTC | 11d 19h 35m 03s  | Soyuz MS-20 | Soyuz MS 11F732A48 #752       | Baikonur 31/6       | Distrito de Zhanaarka    |            | [ 6 ] [ 7 ]               |
| 149  | 08.12.2021 07:38:15 UTC | 20.12.2021 03:13:18 UTC | 11d 19h 35m 03s  | CEAER       | EEI                           | Baikonur 31/6       | Distrito de Zhanaarka    |            | [ 6 ] [ 7 ]               |
| 2022 |                         |                         |                  |             |                               |                     |                          |            |                           |
| 150  | 18.03.2022 15:55:19 UTC | 29.09.2022 10:57:11 UTC | 194d 19h 01m 42s | Soyuz MS-21 | Korolev 11F732 #750           | Baikonur 31/6       | Distrito de Zhanaarka    |            | [ 8 ] [ 9 ] [ 10 ] [ 11 ] |
| 150  | 18.03.2022 15:55:19 UTC | 29.09.2022 10:57:11 UTC | 194d 19h 01m 42s | CEAER       | EEI                           | Baikonur 31/6       | Distrito de Zhanaarka    |            | [ 8 ] [ 9 ] [ 10 ] [ 11 ] |
| 151  | 21.09.2022 13:54:50 UTC | 28.03.2023 11:45:58 UTC | 187d 21h 51m 09s | Soyuz MS-22 | K. E. Tsiolkovsky 11F732 #751 | Baikonur 31/6       | Sudeste de Zhezkazgan    |            | [ 12 ] [ 13 ]             |
| 151  | 21.09.2022 13:54:50 UTC | 28.03.2023 11:45:58 UTC | 187d 21h 51m 09s | CEAER       | EEI                           | Baikonur 31/6       | Sudeste de Zhezkazgan    |            | [ 12 ] [ 13 ]             |
| 2023 |                         |                         |                  |             |                               |                     |                          |            |                           |
| 152  | 24.02.2023 00:24:29 UTC | 27.09.2023 11:17:33 UTC | 215d 10h 53m 04s | Soyuz MS-23 | Soyuz MS 11F732 #754          | Baikonur 31/6       | Sudeste de Dzhezkazgan   |            | [ 14 ] [ 15 ] [ 16 ]      |
| 152  | 24.02.2023 00:24:29 UTC | 27.09.2023 11:17:33 UTC | 215d 10h 53m 04s | CEAER       | EEI                           | Baikonur 31/6       | Sudeste de Dzhezkazgan   |            | [ 14 ] [ 15 ] [ 16 ]      |
| 153  | 15.09.2023 15:44:35 UTC | 06.04.2024 07:17 UTC    | 203d 15h 32m 25s | Soyuz MS-24 | Soyuz MS No. 755              | Baikonur 31/6       | 147 km SE de Dzheskasgan |            | [ 17 ]                    |
| 153  | 15.09.2023 15:44:35 UTC | 06.04.2024 07:17 UTC    | 203d 15h 32m 25s | CEAER       | EEI                           | Baikonur 31/6       | 147 km SE de Dzheskasgan |            | [ 17 ]                    |
| 2024 |                         |                         |                  |             |                               |                     |                          |            |                           |

     Missões lançadas sem tripulação.

## Missões atuais
| Nº  | Lançamento              | Aterrissagem | Duração                 | Missão      | Nave Destino | Local de lançamento | Local de aterrissagem | Tripulação | Ref.   |
| --- | ----------------------- | ------------ | ----------------------- | ----------- | ------------ | ------------------- | --------------------- | ---------- | ------ |
| 154 | 23.03.2024 12:36:10 UTC |              | 359 dia(s) e 15 hora(s) | Soyuz MS-25 | Soyuz MS     | Baikonur 31/6       |                       |            | [ 18 ] |
| 154 | 23.03.2024 12:36:10 UTC | CEAER        | 359 dia(s) e 15 hora(s) | EEI         |              | Baikonur 31/6       |                       |            | [ 18 ] |
| 155 | 11.09.2024 16:23:12 UTC |              | 187 dia(s) e 11 hora(s) | Soyuz MS-26 | Soyuz MS     | Baikonur 31/6       |                       |            | [ 19 ] |
| 155 | 11.09.2024 16:23:12 UTC | CEAER        | 187 dia(s) e 11 hora(s) | CEAER       |              | Baikonur 31/6       |                       |            | [ 19 ] |